# 예양정
예양정 이재규(禮陽正 李載規, 1877년 4월 8일 ~ ?년)은 조선 후기의 문신이자 왕족으로, 장조의 서3남 은전군(恩全君)의 증손이다. 완평군 이승응(完平君 李昇應)의 서자였다. 1899년 사도세자가 장조로 추존되면서 4대 승습에 의해 예양령에 봉작되었으며, 곧 정으로 승진했다. 1907년(순종 1) 작위가 환수된 뒤, 이후의 행적은 미상이다. 본관은 전주, 자와 호는 미상이다.

## 생애
조선후기의 왕족으로 본관은 전주, 휘는 재규(載規)이다. 장조의 서3남 은전군(恩全君)의 증손이며, 풍계군의 양 손자이고, 아버지는 완평군 이승응(完平君 李昇應)이다.
완평군 승응의 4남이자 서자로 1877년(고종 14) 탄생하였다. 참봉을 거쳐 참위(參尉)를 역임하고 사도세자가 장종으로 추존됨에 따라 4대승습의 예에 따라 1899년(광무 3) 9월 21일 예양령(禮陽令)에 봉작되고, 같은 해 예양부정(禮陽副正)으로 승서되었다. 1904년(광무 8) 1월 2일 종척집사(宗戚執事)에 임명되었다.
1906년(광무 10) 뒤에 도정으로 진봉하여 예양도정(禮陽都正)이 되었다. 그해 7월 31일 형사 피고로 피소되었고, 왕명으로 형사 피고 사건을 심리한 것을 공시하였다. 그해 10월 24일 《형법대전(刑法大全)》 제200조 8항의 외국인을 빙자하여 본 국 사람을 협박하고 침해한 법조문에 비추어 징역 10년에 처하고 유배하였다. 그해 10월 26일 형사 피고 사건은 이미 결안 되었으니 특별 법원을 철폐하였다.
후에 예양정(禮陽正)에 강작되었다가 1907년(융희 1) 7월 하순 충주에서 의병 조인환에게 붙잡혔는데, 이때부터 경기도 가평, 양근읍 등으로 이들과 함께 행동하던중 탈출하였다. 후에 1908년 평리원에서 재판할 때 무죄방면되었다. 1907년(순종 1) 9월 15일 민중을 선동하여 행위가 고약하다고 직명(職名)을 우선 환수(還授)하였다. 1908년 왕족으로서의 신분을 박탈당했다. 1908년 3월 17일 스스로 의병에게 천연(千連)이 함께한다는 발언을 했음을 평리원에 자백하고, 평리원에서 무죄처분을 받았다. 이후의 행적은 미상이다.

### 사후
그의 사망 시점과 그의 묘소에 대한 기록은 모두 미상이다.

## 가족 관계
- 양 조부 : 풍계군 이당(1783년 - 1826년)
- 아버지 : 완평군 이승응(完平君 李昇應, 1836년 - 1909년)
- 어머니(적모) : 진주류씨(1832년 9월 27일 ~ ?), 동돈녕 류원기(柳遠綺)의 딸
  - 형 : 인양군 이재근(仁陽君 李載覲, 1857년 - 1896년)
  - 형 : 이재현(李載現, 1870년 - ?년), 본가(本家) 숙부(淑父) 종정원경(宗正院卿) 이낙응(李洛應)에게 출계.
  - 형 : 의양군 이재각(義陽君 李載覺. 1874년 - 1935년)
- 어머니 : 이름 미상
  - 부인 : 광산김씨, 목사 김유현(金有鉉)의 딸
    - 아들 : 이름 미상

## 같이 보기
- 이재각
- 이재현
- 완평군
- 전계대원군
- 풍계군
- 이준용